# Кукуй (муниципальное образование город Новомосковск)
Кукуй — деревня в Тульской области России.
В рамках административно-территориального устройства входит в состав Озерковского сельского округа Новомосковского района, в рамках организации местного самоуправления включается в муниципальное образование город Новомосковск со статусом городского округа.

## География
Деревня находится в северо-восточной части Тульской области, в лесостепной зоне, в пределах Среднерусской возвышенности, на берегах реки Белколодезь, к западу от автодороги 70К-283, на расстоянии примерно 14 километров (по прямой) к северо-востоку от города Новомосковска, административного центра округа. Абсолютная высота — 201 метр над уровнем моря.

### Климат
Климат характеризуется как умеренно континентальный, с умеренно холодной снежной зимой и тёплым летом. Средняя температура воздуха самого холодного месяца (января) — −11 — −10,9 °C (абсолютный минимум — −42 °C), средняя температура самого тёплого (июля) — 18 — 18,1 °С (абсолютный максимум — 37 °С). Безморозный период длится в среднем 140 дней. Среднегодовое количество атмосферных осадков составляет 540—545 мм, из которых большая часть (около 365—375 мм) выпадает в период с апреля по октябрь. Снежный покров держится в течение 134—140 дней.

### Часовой пояс
Деревня Кукуй, как и вся Тульская область, находится в часовой зоне МСК (московское время). Смещение применяемого времени относительно UTC составляет +3:00.

## Население
| 2010 |
| ---- |
| 24   |

### Национальный состав
Согласно результатам переписи 2002 года, в национальной структуре населения русские составляли 81 % из 53 чел.

## История
Административно-территориальная принадлежность
- 14 января 1929 — 31 декабря 1930 года — деревня Лунинского сельсовета Михайловского района Центрально-Промышленной (до 3 июня 1929 года) и Московской (с 3 июня 1929 года) области.
- 31 декабря 1930 — 26 сентября 1937 года, 20 декабря 1942 — 23 марта 1946 года — деревня Лунинского сельсовета Кимовского района Московской области РСФСР СССР.
- 26 сентября 1937 — 20 декабря 1942 года — деревня Лунинского сельсовета Кимовского района Тульской области РСФСР СССР.
- 23 марта 1946 — 27 марта 1957 года — деревня Лунинского сельсовета Гремячевского района Московской области РСФСР СССР.
- 27 марта 1957 — 1 августа 1958 года — деревня Лунинского сельсовета Гремячевского района Тульской области РСФСР СССР.
- 1 августа 1958 — 13 ноября 1961 года — деревня Лунинского сельсовета Сталиногорского района Тульской области РСФСР СССР.
- 13 ноября 1961 — 1 февраля 1963 года — деревня Лунинского сельсовета Новомосковского района Тульской области РСФСР СССР.
- 1 февраля 1963 — 12 января 1965 года — деревня Лунинского сельсовета Новомосковского сельского района Тульской области РСФСР СССР.
- 12 января 1965 — 14 декабря 1984 года — деревня Лунинского (до 6 июля 1965 года) и Ольховецкого (с 6 июля 1965 года) сельсоветов Новомосковского района Тульской области РСФСР СССР.
- 14 декабря 1984 — 26 декабря 1991 года — деревня Озерковского сельсовета Новомосковского района Тульской области РСФСР СССР.
- 26 декабря 1991 — 22 февраля 1994 года — деревня Озерковского сельсовета Новомосковского района Тульской области РФ.
- С 22 февраля 1994 года по настоящее время — деревня Озерковского сельского округа Новомосковского района Тульской области РФ.